# Mymensingh
Pronunciação
Mymensingh é uma cidade do Bangladesh e sua população é de 188.713 habitantes.
Sua elevação é de mais de 19 m acima do nível do mar, a mais alta das principais cidades de Bangladesh.